# Hochgerach
Hochgerach är en bergstopp i Österrike.   Den ligger i distriktet Feldkirch och förbundslandet Vorarlberg, i den västra delen av landet, 500 km väster om huvudstaden Wien. Toppen på Hochgerach är 1 985 meter över havet, eller 304 meter över den omgivande terrängen. Bredden vid basen är 4,3 km. Hochgerach ingår i Kanisfluh.
Terrängen runt Hochgerach är bergig åt sydost, men åt nordväst är den kuperad. Runt Hochgerach är det ganska glesbefolkat, med 47 invånare per kvadratkilometer.. Närmaste större samhälle är Dornbirn, 19,7 km norr om Hochgerach. 
I omgivningarna runt Hochgerach växer i huvudsak blandskog.